# Ashford & Simpson/Diskografie
Diese Diskografie ist eine Übersicht über die musikalischen Werke des US-amerikanischen Gesangsduos Ashford & Simpson. Den Schallplattenauszeichnungen zufolge hat es bisher mehr als 2,4 Millionen Tonträger verkauft, davon alleine in seiner Heimat über zwei Millionen.

## Alben

### Studioalben
| Jahr | Titel                  | Höchstplatzierung, Gesamtwochen, AuszeichnungChartplatzierungen (Jahr, Titel, Platzierungen, Wochen, Auszeichnungen, Anmerkungen) | Höchstplatzierung, Gesamtwochen, AuszeichnungChartplatzierungen (Jahr, Titel, Platzierungen, Wochen, Auszeichnungen, Anmerkungen) | Höchstplatzierung, Gesamtwochen, AuszeichnungChartplatzierungen (Jahr, Titel, Platzierungen, Wochen, Auszeichnungen, Anmerkungen) | Höchstplatzierung, Gesamtwochen, AuszeichnungChartplatzierungen (Jahr, Titel, Platzierungen, Wochen, Auszeichnungen, Anmerkungen) | Höchstplatzierung, Gesamtwochen, AuszeichnungChartplatzierungen (Jahr, Titel, Platzierungen, Wochen, Auszeichnungen, Anmerkungen) | Höchstplatzierung, Gesamtwochen, AuszeichnungChartplatzierungen (Jahr, Titel, Platzierungen, Wochen, Auszeichnungen, Anmerkungen) | Anmerkungen                                          |
| Jahr | Titel                  | DE | AT | CH | UK | US | R&B | Anmerkungen                                          |
| ---- | ---------------------- | --- | --- | --- | --- | --- | --- | ---------------------------------------------------- |
| 1974 | Gimme Something Real   | — | — | — | — | US156 (13 Wo.)US | R&B18 (17 Wo.)R&B | Erstveröffentlichung: Oktober 1973                   |
| 1974 | I Wanna Be Selfish     | — | — | — | — | US195 (4 Wo.)US | R&B21 (12 Wo.)R&B | Erstveröffentlichung: Juli 1974                      |
| 1976 | Come as You Are        | — | — | — | — | US189 (4 Wo.)US | R&B35 (14 Wo.)R&B | Erstveröffentlichung: März 1975                      |
| 1977 | So so Satisfied        | — | — | — | — | US180 (3 Wo.)US | R&B30 (17 Wo.)R&B | Erstveröffentlichung: Januar 1977                    |
| 1977 | Send It                | — | — | — | — | US52 Gold · (46 Wo.)US | R&B10 (39 Wo.)R&B | Erstveröffentlichung: September 1977                 |
| 1978 | Is It Still Good to Ya | — | — | — | — | US20 Gold · (28 Wo.)US | R&B1 (33 Wo.)R&B | Erstveröffentlichung: August 1978                    |
| 1979 | Stay Free              | — | — | — | — | US23 Gold · (23 Wo.)US | R&B3 (27 Wo.)R&B | Erstveröffentlichung: August 1979                    |
| 1980 | A Musical Affair       | — | — | — | — | US38 (12 Wo.)US | R&B8 (23 Wo.)R&B | Erstveröffentlichung: August 1980                    |
| 1982 | Street Opera           | — | — | — | — | US45 (20 Wo.)US | R&B5 (26 Wo.)R&B | Erstveröffentlichung: Mai 1982                       |
| 1983 | High-Rise              | — | — | — | — | US84 (12 Wo.)US | R&B14 (25 Wo.)R&B | Erstveröffentlichung: August 1983                    |
| 1984 | Solid                  | DE11 (13 Wo.)DE | AT13 (10 Wo.)AT | CH15 (5 Wo.)CH | UK42 (6 Wo.)UK | US29 Gold · (36 Wo.)US | R&B1 (43 Wo.)R&B | Erstveröffentlichung: Oktober 1984                   |
| 1986 | Real Love              | — | — | — | — | US74 (18 Wo.)US | R&B12 (21 Wo.)R&B | Erstveröffentlichung: August 1986                    |
| 1989 | Love or Physical       | — | — | — | — | US135 (8 Wo.)US | R&B28 (20 Wo.)R&B | Erstveröffentlichung: Februar 1989                   |
| 1997 | Been Found             | — | — | — | — | — | R&B49 (12 Wo.)R&B | Erstveröffentlichung: Dezember 1996 mit Maya Angelou |

grau schraffiert: keine Chartdaten aus diesem Jahr verfügbar
Valerie Simpson (solo)
- 1971: Exposed
- 1972: Valerie Simpson
- 2012: Dinosaurs Are Coming Back Again

### Livealben
| Jahr | Titel          | Höchstplatzierung, Gesamtwochen, AuszeichnungChartplatzierungen (Jahr, Titel, Platzierungen, Wochen, Auszeichnungen, Anmerkungen) | Höchstplatzierung, Gesamtwochen, AuszeichnungChartplatzierungen (Jahr, Titel, Platzierungen, Wochen, Auszeichnungen, Anmerkungen) | Höchstplatzierung, Gesamtwochen, AuszeichnungChartplatzierungen (Jahr, Titel, Platzierungen, Wochen, Auszeichnungen, Anmerkungen) | Höchstplatzierung, Gesamtwochen, AuszeichnungChartplatzierungen (Jahr, Titel, Platzierungen, Wochen, Auszeichnungen, Anmerkungen) | Höchstplatzierung, Gesamtwochen, AuszeichnungChartplatzierungen (Jahr, Titel, Platzierungen, Wochen, Auszeichnungen, Anmerkungen) | Höchstplatzierung, Gesamtwochen, AuszeichnungChartplatzierungen (Jahr, Titel, Platzierungen, Wochen, Auszeichnungen, Anmerkungen) | Anmerkungen                                                              |
| Jahr | Titel          | DE | AT | CH | UK | US | R&B | Anmerkungen                                                              |
| ---- | -------------- | --- | --- | --- | --- | --- | --- | ------------------------------------------------------------------------ |
| 1981 | Performance    | — | — | — | — | US128 (6 Wo.)US | R&B45 (8 Wo.)R&B | Erstveröffentlichung: September 1981 Doppelalbum, davon 3 LP-Seiten live |
| 2009 | The Real Thing | — | — | — | — | — | R&B59 (1 Wo.)R&B | Erstveröffentlichung: 27. Januar 2009                                    |

grau schraffiert: keine Chartdaten aus diesem Jahr verfügbar

### Kompilationen
- 1974: The Songs of Ashford and Simpson
- 1982: We’d Like You to Meet
- 1993: The Best of Ashford & Simpson
- 1996: The Gospel According to Ashford & Simpson: Count Your Blessings
- 2002: The Very Best of Ashford & Simpson
- 2008: The Warner Bros. Years: Hits, Remixes & Rarities
- 2018: Love Will Fix It: The Warner Bros. Records Anthology 1973-1981

Valerie Simpson (solo)
- 1977: Keep It Comin’
- 1994: Best of Valerie Simpson
- 2004: The Collection

## Singles
| Jahr | Titel Album                                        | Höchstplatzierung, Gesamtwochen, AuszeichnungChartplatzierungen (Jahr, Titel, Album, Platzierungen, Wochen, Auszeichnungen, Anmerkungen) | Höchstplatzierung, Gesamtwochen, AuszeichnungChartplatzierungen (Jahr, Titel, Album, Platzierungen, Wochen, Auszeichnungen, Anmerkungen) | Höchstplatzierung, Gesamtwochen, AuszeichnungChartplatzierungen (Jahr, Titel, Album, Platzierungen, Wochen, Auszeichnungen, Anmerkungen) | Höchstplatzierung, Gesamtwochen, AuszeichnungChartplatzierungen (Jahr, Titel, Album, Platzierungen, Wochen, Auszeichnungen, Anmerkungen) | Höchstplatzierung, Gesamtwochen, AuszeichnungChartplatzierungen (Jahr, Titel, Album, Platzierungen, Wochen, Auszeichnungen, Anmerkungen) | Höchstplatzierung, Gesamtwochen, AuszeichnungChartplatzierungen (Jahr, Titel, Album, Platzierungen, Wochen, Auszeichnungen, Anmerkungen) | Höchstplatzierung, Gesamtwochen, AuszeichnungChartplatzierungen (Jahr, Titel, Album, Platzierungen, Wochen, Auszeichnungen, Anmerkungen) | Anmerkungen                                                           | [↑]: gemeinsam behandelt mit vorhergehendem Eintrag; [←]: in beiden Charts platziert |
| Jahr | Titel Album                                        | DE | AT | CH | UK | US | R&B | Dance | Anmerkungen                                                           |                                                                                      |
| ---- | -------------------------------------------------- | --- | --- | --- | --- | --- | --- | --- | --------------------------------------------------------------------- | ------------------------------------------------------------------------------------ |
| 1974 | (I’d Know You) Anywhere Gimme Something Real       | — | — | — | — | US88 (3 Wo.)US | R&B37 (12 Wo.)R&B | — | Erstveröffentlichung: Oktober 1973                                    |                                                                                      |
| 1974 | Have You Ever Tried It Gimme Something Real        | — | — | — | — | — | R&B77 (6 Wo.)R&B | — | Erstveröffentlichung: März 1974                                       |                                                                                      |
| 1974 | Main Line I Wanna Be Selfish                       | — | — | — | — | — | R&B37 (10 Wo.)R&B | — | Erstveröffentlichung: Mai 1974                                        |                                                                                      |
| 1974 | Everybody’s Got to Give It Up I Wanna Be Selfish   | — | — | — | — | — | R&B53 (7 Wo.)R&B | — | Erstveröffentlichung: September 1974                                  |                                                                                      |
| 1975 | Bend Me Gimme Something Real                       | — | — | — | — | — | R&B73 (7 Wo.)R&B | — | Erstveröffentlichung: März 1975                                       |                                                                                      |
| 1976 | It’ll Come, It’ll Come, It’ll Come Come as You Are | — | — | — | — | — | R&B96 (2 Wo.)R&B | — | Erstveröffentlichung: Februar 1976                                    |                                                                                      |
| 1976 | One More Try Come as You Are                       | — | — | — | — | — | — | Dance9 (6 Wo.)Dance | Erstveröffentlichung: April 1976                                      |                                                                                      |
| 1976 | Somebody Told a Lie Come as You Are                | — | — | — | — | — | R&B58 (7 Wo.)R&B | — | Erstveröffentlichung: Juni 1976                                       |                                                                                      |
| 1977 | Tried, Tested & Found True So so Satisfied         | — | — | — | — | — | R&B52 (14 Wo.)R&B | Dance34 (1 Wo.)Dance | Erstveröffentlichung: November 1976                                   |                                                                                      |
| 1977 | So so Satisfied                                    | — | — | — | — | — | R&B27 (12 Wo.)R&B | — | Erstveröffentlichung: März 1977                                       |                                                                                      |
| 1977 | Over and Over So so Satisfied                      | — | — | — | — | — | R&B39 (13 Wo.)R&B | — | Erstveröffentlichung: Mai 1977                                        |                                                                                      |
| 1977 | Send It                                            | — | — | — | — | — | R&B15 (17 Wo.)R&B | — | Erstveröffentlichung: September 1977                                  |                                                                                      |
| 1978 | Don’t Cost You Nothing Send It                     | — | — | — | — | US79 (9 Wo.)US | R&B10 (17 Wo.)R&B | Dance23 (4 Wo.)Dance | Erstveröffentlichung: Januar 1978                                     |                                                                                      |
| 1978 | By Way of Love’s Express Send It                   | — | — | — | — | — | R&B35 (12 Wo.)R&B | — | Erstveröffentlichung: April 1978                                      |                                                                                      |
| 1978 | It Seems to Hang On Is It Still Good to Ya         | — | — | — | UK48 (4 Wo.)UK | — | R&B2 (17 Wo.)R&B | — | Erstveröffentlichung: August 1978                                     |                                                                                      |
| 1979 | Is It Still Good to Ya                             | — | — | — | — | — | R&B12 (12 Wo.)R&B | — | Erstveröffentlichung: November 1978                                   |                                                                                      |
| 1979 | Flashback Is It Still Good to Ya                   | — | — | — | — | — | R&B70 (5 Wo.)R&B | — | Erstveröffentlichung: März 1979                                       |                                                                                      |
| 1979 | Found a Cure Stay Free                             | — | — | — | — | US36 (13 Wo.)US | R&B2 (19 Wo.)R&B | Dance1 (22 Wo.)Dance | Erstveröffentlichung: Juni 1979                                       |                                                                                      |
| 1979 | Stay Free                                          | — | — | — | — | — | —[Dance: ↑] | Dance1 (22 Wo.)Dance | Erstveröffentlichung: August 1979                                     |                                                                                      |
| 1979 | Nobody Knows Stay Free                             | — | — | — | — | — | R&B19 (13 Wo.)R&B[Dance: ↑] | Dance1 (22 Wo.)Dance | Erstveröffentlichung: Oktober 1979                                    |                                                                                      |
| 1980 | Love Don’t Make It Right A Musical Affair          | — | — | — | — | — | R&B6 (16 Wo.)R&B | Dance7 (18 Wo.)Dance | Erstveröffentlichung: Mai 1980                                        |                                                                                      |
| 1980 | Happy Endings A Musical Affair                     | — | — | — | — | — | R&B35 (12 Wo.)R&B | — | Erstveröffentlichung: Oktober 1980                                    |                                                                                      |
| 1981 | Get Out Your Hankerchief A Musical Affair          | — | — | — | — | — | R&B65 (6 Wo.)R&B | — | Erstveröffentlichung: Dezember 1980                                   |                                                                                      |
| 1981 | It Shows in the Eyes Performance                   | — | — | — | — | — | R&B34 (9 Wo.)R&B | — | Erstveröffentlichung: August 1981                                     |                                                                                      |
| 1982 | Street Corner Street Opera                         | — | — | — | — | US56 (10 Wo.)US | R&B9 (21 Wo.)R&B | Dance11 (15 Wo.)Dance | Erstveröffentlichung: April 1982                                      |                                                                                      |
| 1982 | Love It Away Street Opera                          | — | — | — | — | — | R&B20 (12 Wo.)R&B | — | Erstveröffentlichung: Juli 1982                                       |                                                                                      |
| 1983 | High-Rise                                          | — | — | — | — | — | R&B17 (14 Wo.)R&B | Dance41 (7 Wo.)Dance | Erstveröffentlichung: Juli 1983                                       |                                                                                      |
| 1983 | It’s Much Deeper High-Rise                         | — | — | — | — | — | R&B45 (11 Wo.)R&B | — | Erstveröffentlichung: Oktober 1983                                    |                                                                                      |
| 1984 | I’m Not That Tough High-Rise                       | — | — | — | — | — | R&B78 (5 Wo.)R&B | — | Erstveröffentlichung: Januar 1984                                     |                                                                                      |
| 1984 | Solid                                              | DE2 (16 Wo.)DE | AT4 (14 Wo.)AT | CH3 (11 Wo.)CH | UK3 Gold · (22 Wo.)UK | US12 (24 Wo.)US | R&B1 (24 Wo.)R&B | Dance15 (13 Wo.)Dance | Erstveröffentlichung: 10. September 1984                              |                                                                                      |
| 1985 | Outta the World Solid                              | — | — | — | — | — | R&B4 (16 Wo.)R&B | Dance4 (11 Wo.)Dance | Erstveröffentlichung: Januar 1985                                     |                                                                                      |
| 1985 | Babies Solid                                       | DE53 (5 Wo.)DE | — | — | UK56 (3 Wo.)UK | — | R&B29 (13 Wo.)R&B | — | Erstveröffentlichung: April 1985                                      |                                                                                      |
| 1986 | Count Your Blessings Real Love                     | — | — | — | UK79 (3 Wo.)UK | US84 (4 Wo.)US | R&B4 (17 Wo.)R&B | — | Erstveröffentlichung: Juli 1986                                       |                                                                                      |
| 1989 | I’ll Be There for You Love or Physical             | — | — | — | — | — | R&B2 (16 Wo.)R&B | — | Erstveröffentlichung: Januar 1989                                     |                                                                                      |
| 1990 | Hungry for Me Again Def by Temptation              | — | — | — | — | — | R&B40 (10 Wo.)R&B | — | Erstveröffentlichung: 1990 vom Soundtrack des Films Def by Temptation |                                                                                      |
| 1996 | Been Found                                         | — | — | — | — | — | R&B80 (12 Wo.)R&B | — | Erstveröffentlichung: November 1996 mit Maya Angelou                  |                                                                                      |
| 1997 | What If Been Found                                 | — | — | — | — | — | R&B94 (3 Wo.)R&B | — | Erstveröffentlichung: Juli 1997 mit Maya Angelo                       |                                                                                      |

Weitere Singles
| - 1964: I’ll Find You (als Valerie and Nick) - 1964: Don’t You Feel Sorry (als Valerie and Nick) - 1964: It Ain’t Like That (als Valerie and Nick) - 1982: Mighty Mighty Love - 1984: Do You Know Who I Am - 1986: What Becomes of Love | - 1986: Time Talkin’ - 2008: Found a Cure / Tried Tested & Found True / It Seems to Hang On / Stay Free (Remixe) - 2008: Found a Cure (12inch Disco Mix) - 2008: Over & Over / It Seems to Hang On (12inch Disco Mixes) - 2008: One More Try / Tried, Tested & Found (12inch Disco Mixes) |

## Videoalben
- 1982: Ashford & Simpson
- 2004: Soundstage (Michael McDonald & The Doobie Brothers feat. Ashford & Simpson)
- 2009: The Real Thing

## Statistik

### Chartauswertung
|                     | DE    | AT    | CH    | UK    | US     | R&B      |
| ------------------- | ----- | ----- | ----- | ----- | ------ | -------- |
| Nummer-eins-Alben   | DE—DE | AT—AT | CH—CH | UK—UK | US—US  | R&B2R&B  |
| Top-10-Alben        | DE—DE | AT—AT | CH—CH | UK—UK | US—US  | R&B6R&B  |
| Alben in den Charts | DE1DE | AT1AT | CH1CH | UK1UK | US14US | R&B16R&B |

|                       | DE    | AT    | CH    | UK    | US    | R&B      | Dance       |
| --------------------- | ----- | ----- | ----- | ----- | ----- | -------- | ----------- |
| Nummer-eins-Singles   | DE—DE | AT—AT | CH—CH | UK—UK | US—US | R&B1R&B  | Dance1Dance |
| Top-10-Singles        | DE1DE | AT1AT | CH1CH | UK1UK | US—US | R&B9R&B  | Dance4Dance |
| Singles in den Charts | DE2DE | AT1AT | CH1CH | UK4UK | US6US | R&B35R&B | Dance9Dance |

### Auszeichnungen für Musikverkäufe
| Goldene Schallplatte - Kanada - 1985: für die Single Solid |

Anmerkung: Auszeichnungen in Ländern aus den Charttabellen bzw. Chartboxen sind in ebendiesen zu finden.
| Land/RegionAuszeichnungen für Musikverkäufe (Land/Region, Auszeichnungen, Verkäufe, Quellen) | Gold     | Platin | Verkäufe  | Quellen         |
| -------------------------------------------------------------------------------------------- | -------- | ------ | --------- | --------------- |
| Kanada (MC)                                                                                  | Gold1    | —      | 50.000    | musiccanada.com |
| Vereinigte Staaten (RIAA)                                                                    | 4× Gold4 | —      | 2.000.000 | riaa.com        |
| Vereinigtes Königreich (BPI)                                                                 | Gold1    | —      | 400.000   | bpi.co.uk       |
| Insgesamt                                                                                    | 6× Gold6 | —      |           |                 |